# Jerzy Lutomski
Jerzy Lutomski (ur. 12 kwietnia 1931 w Swarzędzu, zm. 9 czerwca 2003 w Poznaniu) – polski polityk, poseł na Sejm PRL VIII i IX kadencji, zastępca dyrektora Instytutu Roślin i Przetworów Zielarskich w Poznaniu.

## Życiorys
W 1955 ukończył studia na Wydziale Farmacji Akademii Medycznej w Poznaniu i podjął pracę w Instytucie Roślin i Przetworów Zielarskich w Poznaniu, którego przez 37 lat był dyrektorem (do 2002). W 1979 uzyskał tytuł naukowy profesora zwyczajnego nauk farmaceutycznych. Jest autorem ponad 400 publikacji z zakresu fitochemii, technologii, analityki i farmakodynamiki leków po chodzenia roślinnego, a także 20 podręczników i blisko 200 prac popularnonaukowych. Od 1995 do 2001 pełnił funkcję prezesa Polskiego Komitetu Zielarskiego.
W 1981 uzyskał mandat posła na Sejm PRL VIII kadencji z ramienia Polskiej Zjednoczonej Partii Robotniczej, zastępując Edwarda Babiucha. Reprezentował okręg poznański. Był członkiem Komisji Nauki i Postępu Technicznego, Komisji Spraw Zagranicznych oraz Komisji Oświaty, Wychowania, Nauki i Postępu Technicznego. W 1985 uzyskał reelekcję z okręgu Poznań-Stare Miasto. W Sejmie IX kadencji zasiadał w Komisji Nauki i Postępu Technicznego, Komisji Spraw Zagranicznych oraz w Komisji Nadzwyczajnej do rozpatrzenia projektów ustaw o stosunku Państwa do Kościoła Katolickiego, o gwarancjach wolności sumienia i wyznania oraz o ubezpieczeniu społecznym duchownych.
Pochowany na cmentarzu na Smochowicach w Poznaniu.

## Odznaczenia i nagrody
- Krzyż Komandorski Orderu Odrodzenia Polski (1997)[2]
- Krzyż Kawalerski Orderu Odrodzenia Polski (1977)
- Krzyż Oficerski Orderu Odrodzenia Polski (1985)
- Złoty Krzyż Zasługi
- Srebrny Krzyż Zasługi
- Medal 30-lecia Polski Ludowej
- Medal 40-lecia Polski Ludowej[3]
- Medal Komisji Edukacji Narodowej (1985)
- Medal Chińskiej Akademii Nauk Medycznych
- Nagroda Naczelnej Organizacji Technicznej I-go Stopnia
- Nagroda Ministerstwa Rolnictwa i Gospodarki Żywnościowej
- Nagroda im. S. Knejppa (1978)
- Odznaka „Zasłużony Pracownik Przemysłu Spożywczego i Skupu” (1975)